# 归绣
归绣（?—?），明朝南直隸苏州府嘉定县人。
归绣以贩盐为生。与两个弟弟归纹、归纬互相友爱。归纬多次犯法，归绣动辄动用自己全部的财货相营救。归绣的妻子朱氏，为丈夫做衣服一定三套，两套给两个兄弟。归绣族叔歸鉞，赡养虐待他的继母。乡人将归绣、歸鉞称为“归氏”二孝子。

## 延伸阅读
[在维基数据编辑]
 《明史卷二百九十七》，出自《明史》